# Malleus regula
Malleus regula ist eine Muschel-Art aus der Familie der Hammermuscheln (Malleidae).

## Merkmale
Das große Gehäuse ist in Dorsoventralrichtung verlängert. Typischerweise ist es etwa viermal so lang wie breit. Es erreicht eine maximale Länge (bzw. Höhe) von 12 cm. Der Umriss ist eher zungenförmig bis unregelmäßig. Es ist abgeflacht und kann auch etwas verdreht oder schief sein. Der Dorsalrand ist wenig verbreitert, das hintere Ohr ist kurz oder fehlt, ebenso das vordere Ohr. Dafür ist der hintere Rand nahe dem Ventralrand häufig etwas verbreitert. Auf beiden Klappen ist hinten ein Byssusschlitz vorhanden. Der Byssus ist kräftig entwickelt. Der vordere Teil des Fußes ist tentakelförmig.
Es ist nur ein Schließmuskel vorhanden. Das Schloss ist ohne Zähne. Das Ligament liegt in einer dreieckigen Ligamentgrube.
Die Schale ist außen schwarzlila bis hellbraun. Die Oberfläche weist konzentrische bzw. randparallele, dachziegelartige Lamellen oder Rippen auf besonders nahe dem Wirbel. Die Lamellen sind unregelmäßig, das Periostracum fehlt meist bzw. ist abgerieben.

## Geographische Verbreitung und Lebensraum
Die Art hat nach derzeitiger Auffassung ein riesiges Verbreitungsgebiet, das den tropischen und subtropischen Bereich des Pazifischen und Indischen Ozeans von der Westküste Nordamerikas bis ins Rote Meer umfasst. Malleus regula kam als Lessepsscher Einwanderer durch den Suezkanal auch ins östliche Mittelmeer.
Die Tiere sind mit Byssusfäden fest an felsigem Untergrund verankert. Sie stecken vertikal im Sediment oder in Spalten, die ganz oder teilweise mit Schlamm gefüllt sind. Sie leben oft in dichten Kolonien.

## Taxonomie
Die Beschreibung des Taxon durch Peter Forsskål wurde 1775 posthum durch Carsten Niebuhr veröffentlicht. Die ursprüngliche Kombination war Ostrea regula. Peter Forsskål war schon 1763 auf einer Forschungsreise im Jemen an Malaria gestorben. Der Artzusatz lat. regula (= Leiste, Latte, Schiene, Lineal) ist ein Verb in Apposition, d. h. die Endung wird nicht an das (maskuline) Geschlecht von Malleus angepasst. Die Typlokalität ist Sues am Roten Meer.

## Belege

## Anmerkung
1. ↑  Coan und Valentich äußern leise Zweifel daran, ob es tatsächlich Malleus regula ist, die an der amerikanischen Westküste vorkommt. Sollte es eine eigenständige Art sein, wäre der Name Malleus rufipunctatus Reeve, 1858 verfügbar.